# Welf II.

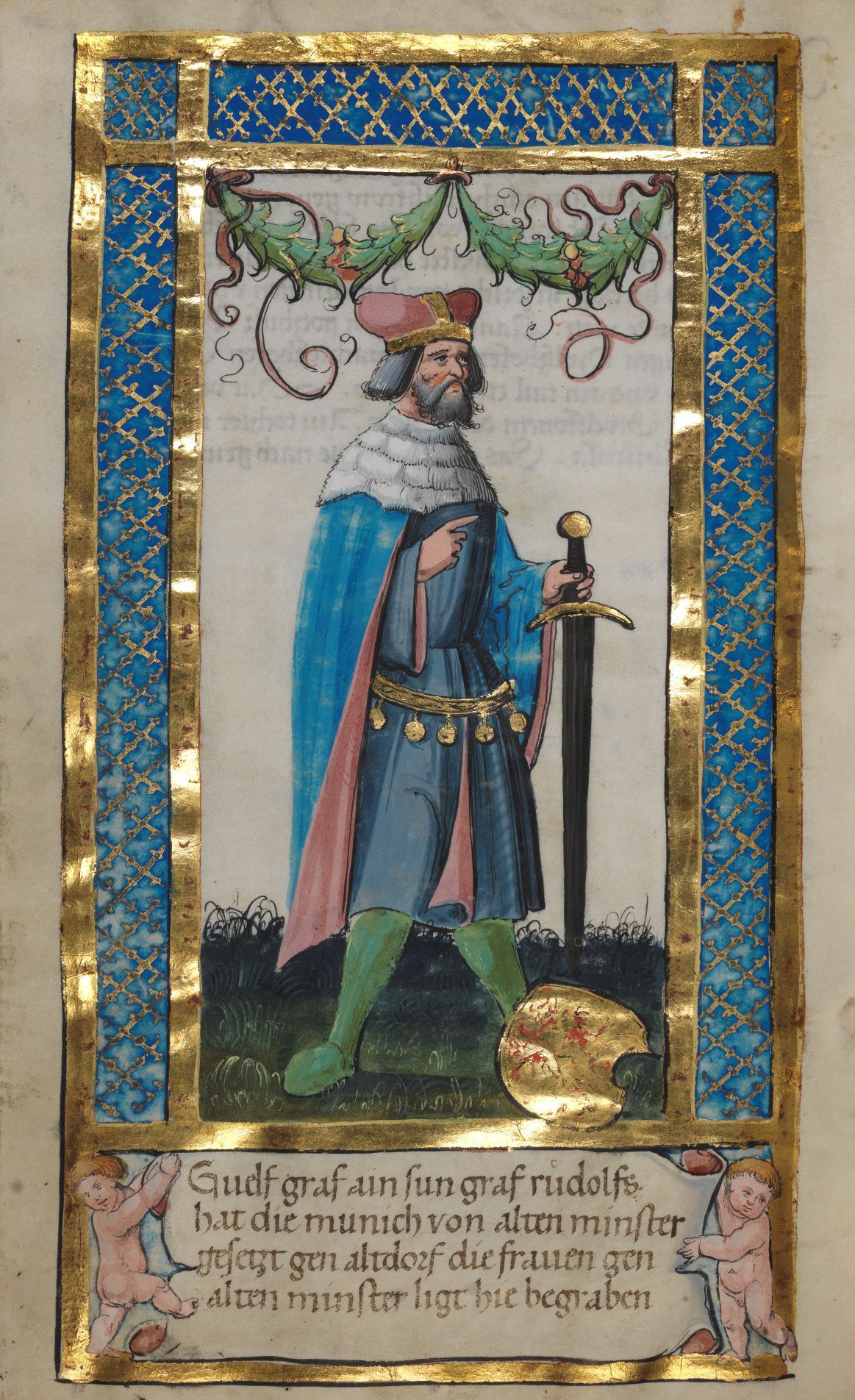
Welf II. im Weingartener Stifterbüchlein, um 1510

Welf II. († 10. März 1030) war ein schwäbischer Graf.
Welf II. entstammte dem schwäbischen Zweig der Welfen. Er war verheiratet mit Irmentrud/Imiza „von Gleiberg“. Sie war Tochter des Grafen Friedrich von Luxemburg, der ein Bruder der späteren Kaiserin Kunigunde von Luxemburg war. Die Eheschließung ist nicht sicher zu datieren. Aus der Ehe gingen die Kinder Kunigunde und Welf III. hervor. Die Ehe brachte Welf erhebliche Reichsnähe und mit dem Königsgut Mering und dem lombardischen Hof Elisina wichtigen Besitz. Mering war in unmittelbarer Nähe zu Augsburg strategisch bedeutsam. Welf schloss sich 1025 dem Aufstand Ernsts von Schwaben gegen König Konrad II. an. 1027 folgte seine Unterwerfung (deditio) in Ulm. Welf starb 1030 und wurde in der Grablege Altdorf bestattet.